# 爱尔兰内战
爱尔兰内战（英語：Irish Civil War；1922年6月28日－1923年5月24日），是一场1921年12月6日签署的建立了爱尔兰自由邦（今天的爱尔兰共和国的前身）的英爱条约的支持者与反对者之间的冲突。条约的反对者反对保留英国与爱尔兰之间的宪政联系和北爱尔兰六郡未被包括于自由邦之内。内战伤亡远大于之前的爱尔兰独立战争之伤亡，并在爱尔兰社会留下深刻裂痕，它对今日爱尔兰政治的影响仍显而易见。

## 背景

### 条约
英爱条约产生于爱尔兰分离主义分子（组织了爱尔兰共和国）与英国政府之间的英爱战争（或“爱尔兰独立战争”）（1919-1921）。条约规定成立自治的爱尔兰国家，控制爱尔兰大部分人口与土地，拥有自己的军队和警察。但是，它规定这个国家正如加拿大和澳大利亚一样，是英帝国中的一个自治領，英国君主作为国家元首，而不是像大多数民族主义者推崇的独立的共和国。条约也规定新的爱尔兰议会的成员必须宣读如下的“效忠誓词”

“我……庄严宣誓诚心信服与效忠依法成立之爱尔兰自由邦宪法，依照爱尔兰一般公民之职责，与大不列颠及其依附与加入之大英国家联邦之组成国家，忠于国王乔治五世陛下及其子嗣和合法继承人。”

该誓词引起许多爱尔兰共和派分子强烈反对。在条约之下新的国家不是被称作共和国而是一个“自由邦”，并且只包括爱尔兰西部与南部的26郡。剩下的六郡作为北爱尔兰仍然留在联合王国内。另外，几个战略港口仍然被皇家海军占领。
虽然如此，领导爱尔兰谈判团的共和派领导人迈克尔·柯林斯，劝说道，条约“没有给予所有民族渴望和追求的最根本的自由，而是实现自由的自由”。之后的事件最终证明他是对的，自由邦后来演变成为了一个独立的共和国。但是，1922年时反条约斗士们相信条约永远不会导致爱尔兰的完全独立。

### 民族主义运动的分裂
在条约问题上的分裂是非常个人化的。双方的领导者们在独立战争中曾经是密友与同志，这使得他们为之丧命的意见不和更加痛苦。迈克尔·柯林斯觉得埃蒙·德瓦莱拉派他当全权代表进行条约谈判，是因为他知道英国人不会在独立的爱尔兰共和国上让步，他要柯林斯承担接受妥协方案的指责。于是当德瓦莱拉拒绝支持全权代表们与大卫·劳合·乔治和温斯顿·丘吉尔达成的协定时，柯林斯深深感到被出卖了。对德瓦莱拉来说，他对柯林斯与亚瑟·格里菲斯没有征求他和爱尔兰内阁的意见就签署条约感到震怒。
爱尔兰国会在1922年1月7日以64票对57票勉强通过了英爱条约。条约被批准之后，一个以迈克尔·柯林斯与亚瑟·格里菲斯为首的“临时政府”成立，用以将权力从英国政府移交到爱尔兰自由邦。
由于条约被批准埃蒙·德瓦莱拉辞去共和国总统职务，带领反对条约的新芬党派别离开国会。他挑战国会批准条约的权力，声称它的成员违背了他们对爱尔兰共和国的誓词。德瓦莱拉之后尝试改善妥协方案，使新的爱尔兰自由邦拥有与英联邦的“外部联系”，而不是它的成员。更严重的是，大部分爱尔兰共和军的军官也反对条约，并于1922年3月军队会议上宣布拒绝承认爱尔兰国会接受条约的权力。反条约共和军组建了他们自己的“军队执行会”(Army Executive)，并承认其为该国真正的政府。
但是，双方都想避免内战。柯林斯建立了一个“军队再统一委员会”(army re-unification committee)来重新统一共和军，并和德瓦莱拉的反条约政治追随者们订立了选举协定，共同计划在1922年自由邦的第一次大选中竞选，之后成立联合政府。他也尝试以同意新国家的共和式宪法（对英国君主一字不提）来换取与反条约共和军领袖们的妥协。共和军领袖们如廉姆·林奇已准备接受妥协。但是，共和派宪法因为违反条约条文被英国否决，英方威胁对自由邦实施贸易封锁，除非条约得到完全实施。柯林斯勉强同意。此举完全破坏了赞成与反对条约派别之间的选举协定，双方在1922年6月18日的爱尔兰大选中作为敌对党派参选，双方都自称为新芬党。赞成条约的新芬党以23 9193票对13 3864票战胜反条约新芬党。另有24 7226人投了其他党派的票，这些党派都是支持条约的。大选显示爱尔兰选民支持条约与爱尔兰自由邦的建立，以及新芬党已不能代表全体人民。但德瓦莱拉和他的政治追随者与大多数共和军继续反对条约。有人引述德瓦莱拉的话说：“多数人也没有权利做错事”。
同时在迈克尔·柯林斯与亚瑟·格里菲斯领导下，按照条约成立了临时政府以建立爱尔兰自由邦，并组建了代替爱尔兰共和军的爱尔兰国民军，和一支新的警察部队。但是，由于当初设想新的军队会以共和军为核心组建，反条约共和军部队被获准接管英国军营并接收武器。事实上这意味着至1922年夏，自由邦的临时政府只控制着都柏林和一些诸如朗福德这样共和军团体支持条约的地区。
战斗最终会在临时政府试图在遍布全国，装备良好与不愿妥协的反条约共和军中维护自身权威时爆发，特别是对都柏林的某一强硬团体而言。

## 战争进程

### 都柏林战役

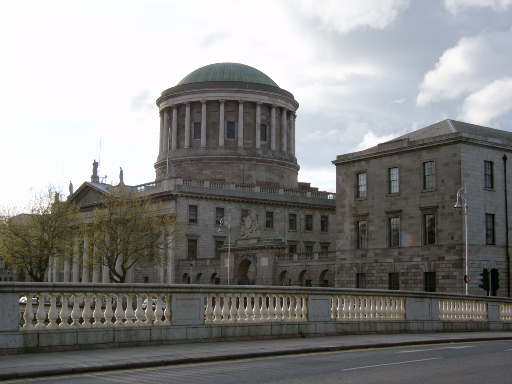
利菲河码头区的四法庭。内战中该建筑被反条约武装占领，后在国民军的炮轰下投降。该建筑被严重损坏，但是战后被完全修复。

1922年4月，200名反条约共和军战士在罗里·欧康纳领导下，占领了都柏林的四法院，造成了紧张的僵持局面。这些反条约共和派想要面对面与英军对抗，希望以此团结共和军的两大派别对抗共同敌人。但是对那些决心要使自由邦成为现实可行的自治爱尔兰国家的人来说，这是一次叛乱行为，不得不“由他们”而不是英国人来镇压。亚瑟·格里菲斯倾向于立即用武力解决，但迈克尔·柯林斯想要尽一切可能避免战争，并不去整治四法庭军营，直到1922年6月受到英方压力动手。
讽刺的是，英国人被柯林斯下令实施的行为搞得失去了耐心。他在伦敦暗杀了一名英国退休将领亨利·休斯·威尔逊，因为他负责北爱尔兰对天主教徒的攻击行动。
温斯顿·丘吉尔咬定反条约共和军对暗杀负责，并警告柯林斯他会使用英国部队进攻四法庭，除非自由邦采取行动。自由邦政府的最后希望在6月27日来到，四法庭的共和军营劫持了JJ·“生姜”·奥康奈尔(JJ "Ginger" O'Connell)，一名新成立的国民军将领。柯林斯在给予四法庭军营离开大楼的最后通牒后，决定结束僵持状态，用炮击四法庭军营使其投降。政府随后指定柯林斯为国民军总司令。这场袭击不是战争的第一枪，英军移交军营之时，全国各地在支持与反对条约的两派共和军之间已经冲突不断。但是这场战斗代表着“转折点”，双方全面宣战，内战正式爆发。

爱尔兰内战中奥康奈尔大街(O'Connell St)的巷战。画面中自由邦的勞斯萊斯装甲車是巷战中的主要优势。

迈克尔·柯林斯接受英方提供的火炮供新的自由邦军队使用(虽然内维尔·麦克里迪(Nevil Macready)将军只交出了他在基尔曼哈姆(Kilmainham)的1 0000发炮弹中的200发)。四法庭的反条约部队只拥有轻武器，在两天的炮击和自由邦部队的冲锋(1922年6月28日-30日)后投降。激战直到7月5日仍在都柏林继续，奥斯卡·特雷纳领导的都柏林旅反条约共和军部队占领奥康奈尔大街(O'Connell St)，引起长达一周的巷战。这场战斗造成双方65死28伤。死者中包括共和派领导人卡哈尔·布鲁阿。另外，自由邦逮捕了500多名共和军。平民伤亡被认为超过250人。

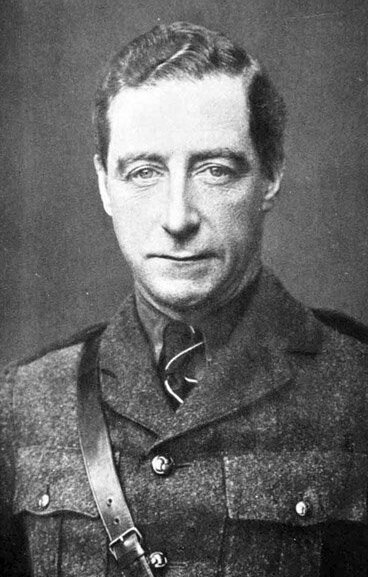
卡哈尔·布鲁阿，反条约派领导人，在都柏林的奥康奈尔大街(O'Connell St)战斗中身亡

都柏林的战斗停歇之时，自由邦政府已牢牢控制爱尔兰首都，反条约武装则分散至全国各地，主要在南部和西部。

### 反抗武装
内战的爆发迫使支持和反对条约者选边站。条约支持者被称为“条约赞成派”(pro-treaty)或“自由邦军”(Free State Army)，法律上称作“国民军”。反对者称作“反条约派”(anti-treaty)、“非正规军”(Irregulars)或“共和派”(Republicans)，而且继续自称为“共和军”。反条约共和军宣称它在保卫1916年复活节起义期间宣告成立，并被第一届爱尔兰国会确认，但之后被接受自由邦妥协者抛弃的爱尔兰共和国。埃蒙·德瓦莱拉宣称他会像一名普通共和军志愿者一样为国效劳，并将反条约共和派的领导权交给诸如共和军总参谋长廉姆·林奇这样的军事指挥官。
内战分裂了共和军。内战爆发时，反条约共和军（集中在南部和西部）数量上超过了支持自由邦的部队——大约1,5000人对7,000人，即超过二比一。（有书面数据显示1922年早期共和军的实力超过7 2000人，但大多数人都是在对英停火期间招募的新兵，并没有在独立战争和内战中上过战场）。但是反条约共和军缺少有效的指挥体系，明确的战略和足够的武器。战争开始时他们只有6780支步枪和少数机枪。大多数战士仅装备猎枪。他们也从英军手中取得少数装甲车。更重要的是没有任何火炮。结果是在整场战争中他们一直被迫采取守势。
相反的，自由邦在战争开始之后飞速扩充部队。迈克尔·柯林斯和他的同僚们有能力建立一支能制服田野中的游击队的军队。英国补给的火炮、飞机、装甲车、机枪、轻武器和弹药对支持条约部队帮助极大。国民军至1922年8月达到1 4000人，1922年末达到3 8000人，至战争结束时已膨胀至5,5000人，3500名军官，远远超出爱尔兰自由邦和平时期所需支持之武装。柯林斯的最冷血的官兵来自他在爱尔兰独立战争中指挥的都柏林“现役部队”(Active Service Unit，共和军都柏林旅的精锐部队)，特别是他的暗杀“小队”。在国民军当中，他们被称作都柏林卫队。从战争开始到结束，这支部队卷入数起恶名远扬的对反条约游击队的施暴事件。多数国民军军官和士兵是支持条约的共和军人。但是新军队的许多新成员是一次大战中曾在英军中服役的失业老兵。前英军军官也被招募作为技术专家。共和派利用此事大肆宣传——宣称自由邦只是英国的代理人部队。但是实际上自由邦士兵中的大部分是新兵，没有在一次大战或爱尔兰独立战争中的任何军事经验。

### 自由邦夺取主要城市
都柏林落在支持条约派手中，而冲突则蔓延到全国。战争以反条约武装占领科克、利默里克和沃特福德自行宣布成立独立的“芒斯特共和国”为起点。但是，反条约一方的装备不足以发动常规战争。他们缺少炮兵和装甲部队，自由邦却可从英国获得。结果是廉姆·林奇不能够利用共和派初期在数量和领土上的优势。他仅仅希望“芒斯特共和国”支持足够久以迫使英国重新就条约进行谈判。
但是，爱尔兰的大城市全部在1922年8月比较轻松地被自由邦夺取。迈克尔·柯林斯，理查德·穆尔卡希和欧因·奥达菲策划了自由邦在全国范围内的攻势：派遣纵队从陆路夺取西部的利默里克和东南部的沃特福德，派部队从水路夺取南部的科克郡与凯瑞郡和西部的梅欧郡。利默里克7月20日陷落，沃特福德于同日陷落，科克市在自由邦在衢西市(Passage West)从海上登陆后于8月10日陷落。另一支去西部的梅欧郡的海上远征军使该地区重回政府掌控。某些地区共和派进行了坚决的抵抗，但是没有一处能够战胜装备炮兵和装甲部队的正规军。自由邦保卫战中只有一处进行了正规战斗，就是基尔马洛克战役，发生在自由邦部队从利默里克向南进军时。
政府在主要城市的胜利开始了一段非决定性的游击战时期。反条约共和军部队分散开来，坚持在诸如南部的科克郡和凯瑞郡西部、韦克斯福德郡东部和斯莱戈郡与梅欧郡这样的地区。零星战斗也在丹托克周围爆发，那里是弗兰克·艾肯和爱尔兰共和军第四北方师的基地所在。

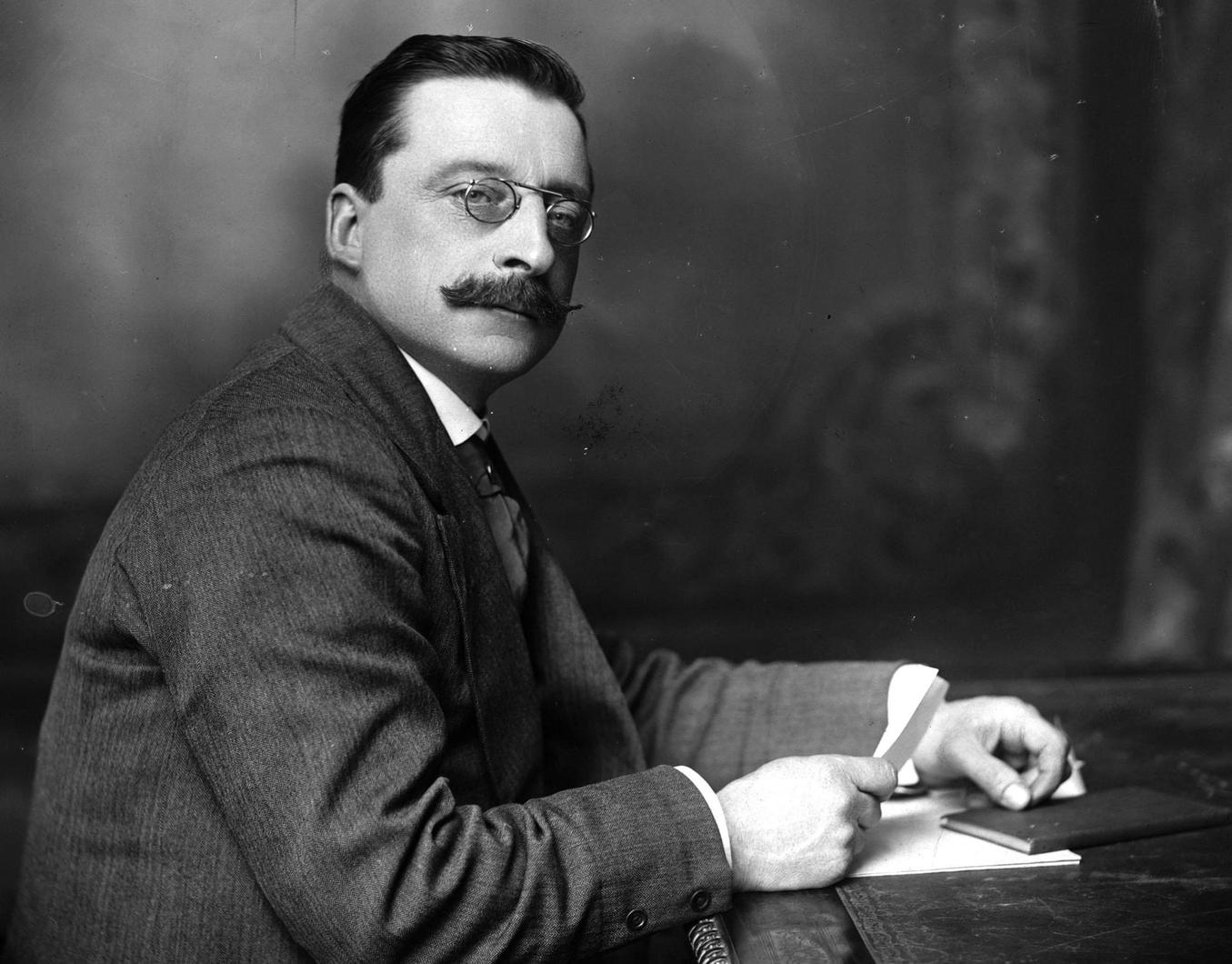
亚瑟·格里菲斯
(1871-1922)

战争断断续续进行了八个多月才结束。在爱尔兰独立战争中是盟友的领导者们被暗杀和处决给这段时期打上深深印记。总参谋长迈克尔·柯林斯在1922年8月一次反条约共和派的伏击中于科克郡家附近的花口村(Béal na mBláth)身亡。柯林斯的死使自由邦领导层对于共和派更加怀恨在心，很有可能导致了之后的冲突堕落为施暴与复仇的循环。亚瑟·格利菲斯，自由邦总统，也在十天前脑溢血而死，自由邦政府落到W.T.柯斯格雷夫手中，自由邦部队则归理查德·穆尔卡希将军指挥。
1922年10月，埃蒙·德瓦莱拉与反条约派议员建立了他们自己的“共和政府”作为自由邦之对立。但是，当时反条约一方已经要地尽失，德瓦莱拉的“政府”在民众中没有权威。无论怎样，共和军领导人对此不屑一顾，把自己的军事领导看成共和派的即存权威。

### 暴行、处决和战争的结束
内战的最后阶段蜕变成一系列的暴行，给爱尔兰政治生活留下无限辛酸。自由邦从1922年11月17日开始处决共和派囚犯，四名共和军成员被行刑队枪决。之后是11月24日为人称颂的作家和条约谈判代表罗伯特·厄斯金·钱德斯。在内战期间自由邦一共正式批准处决了77名反条约囚犯。反条约共和军为报复暗杀了议员肖恩·黑尔斯(Sean Hales)。1922年12月7日，黑尔斯死后第二天，四名从战争第一个星期开始就被关押的著名的共和派成员（每省一个）——罗里·奥康纳、廉姆·梅洛斯，理查德·巴雷特(Richard Barett)与乔·麦凯尔维(Joe McKelvey)——为报复杀死黑尔斯而被处决。另外，自由邦部队，特别是在凯瑞郡，游击战最激烈的地方，开始不公开地处决抓获的反条约战士。最臭名昭著的例子是在巴里希第(Ballyseedy)，九名共和派囚犯被绑在地雷上，随后地雷被引爆，幸存者則被机枪扫射。
反条约共和军不能维持一场有效的游击战争，因为大多数爱尔兰民众不支持他们。这在战后的大选中表现得淋漓尽致，盖尔人协会——自由邦党——轻而易举赢得胜利（结果见爱尔兰1923年大选）。罗马天主教会也支持自由邦，认为它是国家的合法政府，并将反条约共和军破門，拒绝给反条约战士主持圣餐礼。1922年10月10日，天主教会爱尔兰大主教签发一份正式声明，将反条约运动描述为：
|  | 一个没有任何合法权限的谋杀和暗杀体系……非正规军现在发动的游击战没有道义支持，因此杀害国民军人是在神面前的谋杀，夺取公私财物是抢劫，毁坏道路、桥梁和铁道是犯罪。所有反对此教喻，参与上述罪行的都犯了欺天大罪，如其坚持此种罪恶行为，则不能被告解赦免，更要被逐出圣餐礼。 |

该立场当时影响了很多天主教爱尔兰人。
反条约共和军最終的戰敗歸因於三個弱點：缺乏公众支持、政府一战到底的决心和共和軍自身的意志力缺乏。至1923年2月，共和派领导人廉姆·迪西(Liam Deasy)被自由邦捕獲之後，轉過來号召其他共和派分子一起投降。随着冲突逐渐转变成为支持条约派“事实上”的胜利，德瓦莱拉要求共和军领导层下令停火，但是遭到拒绝。許多历史学家傾向認為，當共和派不肯妥协的领导人廉姆·林奇在4月10日在沃特福德郡诺克米尔唐(Knockmealdown)山区一场战斗中战死，才讓更加務實的弗兰克·艾肯接替共和军参谋长位置，也才有後續的行動出現──下令停止已毫无意义的战斗。艾肯于5月1日就任共和军领导，此前一天他代表反条约部队宣布停火。接下来艾肯于5月24日下令共和军志愿者放下武器，而不是投降或者继续不可能取胜的战斗。成千反条约共和军成员(包括埃蒙·德瓦莱拉)被自由邦部队在战争结束后几周内逮捕，当时他们已经放下武器回家。

### 对前保皇派的袭击
虽然内战的起因是英爱条约，随着战事的发展共和派也寻求将自己的行动理由定义为传统的共和主义的为了“无产者”，结果就是战争中爱尔兰的英国大地主与一些并不十分富有的新教徒保皇派也受到袭击。旧地主阶级的192座“豪宅”在战争中被共和派摧毁，所宣称的理由是某些地主成为了自由邦参议员。比如说属于梅欧伯爵的纳斯(Naas)附近的帕莫斯唐宅(Palmerstown House)，梅欧郡的莫尔厅(Moore Hall)，以及奥立弗·圣约翰·戈加蒂(Oliver St John Gogarty)的房子。但是，也有其他因素起着作用。很多但不是所有这些人，曾经在独立战争中支持英军。这种支持大多只是精神上的，但是有时会表现为在冲突中对英军的积极协助。这些袭击应该在1921年7月11日停火后结束。但是实际上在停火后仍然继续有袭击，并在内战得到升级。
另外，地主阶级中的很多人是农村阶级敌对中的焦点，从1880年土地战争开始这个问题就日益白热化。虽然1903年的温德汉姆法案允许佃农从地主那里购买土地，但是有很多没有被租种的土地，某些共和主义分子追随迈克尔·达维特(Michael Davitt)的政策，即所有土地都应该为“国家”所有。这使以前的地主独立后的处境艰难，在内战的无政府状态中易成为目标。有时这些袭击有教派主义的暗示，虽然大多数反条约共和军并不区分爱尔兰政府支持者是天主教徒还是新教徒。很多袭击事件很难寻找动机。比如，某些不关心政治的“英裔爱尔兰”新教徒的财产被付之一炬，如赫拉斯·普朗科特(Horace Plunkett)，他帮助建立了农村合作计划，但是另一方面，所有吉尼斯家族(Guinness family)(众所周知的联合派)的财产都完好无损。自由邦努力保护新教徒和他们的财产，特别是在劳斯郡，为此专门成立了一支特别警察部队。至今为止对于新教徒在这段时间受到多大程度的胁迫众说纷纭，但是很多人在内战中和战后离开了爱尔兰。

## 代价与结局
内战短暂而血腥。许多上层人物牺牲，包括迈克尔·柯林斯。双方都有暴行上演：反条约武装谋杀议员，烧毁多处古迹；政府正式或暗地处决反条约囚犯。支持条约的国民军伤亡800余人，总共4000人死亡。另外有1 200名共和军被拘押直至内战结束，大多数在1924年以前仍未释放。1923年10月至11月，多达8000名共和军囚犯进行绝食以抗议继续被监禁。
但是，爱尔兰内战的伤亡是否可能更加惨重仍有争议。死者人数与当时其他内战——如俄国内战与西班牙内战——相比微不足道。此外，新的警察部队——“内务卫队”——并未牵扯其中，意即自由邦可在战后建立一支非武装且政治中立的警察部队。
爱尔兰内战在爱尔兰民族主义派别之间进行，意味着北爱尔兰问题被忽略，爱尔兰得以从更加血腥的基于民族和教派分别的爱尔兰东北六郡内战中幸免。事实上，因为爱尔兰内战，北爱尔兰得以巩固其存在，爱尔兰的一部分得以在可预见的未来保持稳定。战争使北方联合派加强了对任何形式的民族主义的偏见。柯林斯直到战争爆发之前，很可能直到死前，一直在计划发动对于北爱政府的秘密游击战役，不断向北方的共和军部队输送武器，直到最后。如果爱尔兰内战未爆发，这可能导致南北对峙。结果，反条约共和军直到在内战中失败之后才认真考虑是否在英国统治下的北爱尔兰进行武装行动（首个严肃的建议在1930年代后期提出）。共和军北方部队在内战中由于柯林斯的政策大部分支持自由邦，超过500名成员加入了新的自由邦国民军。

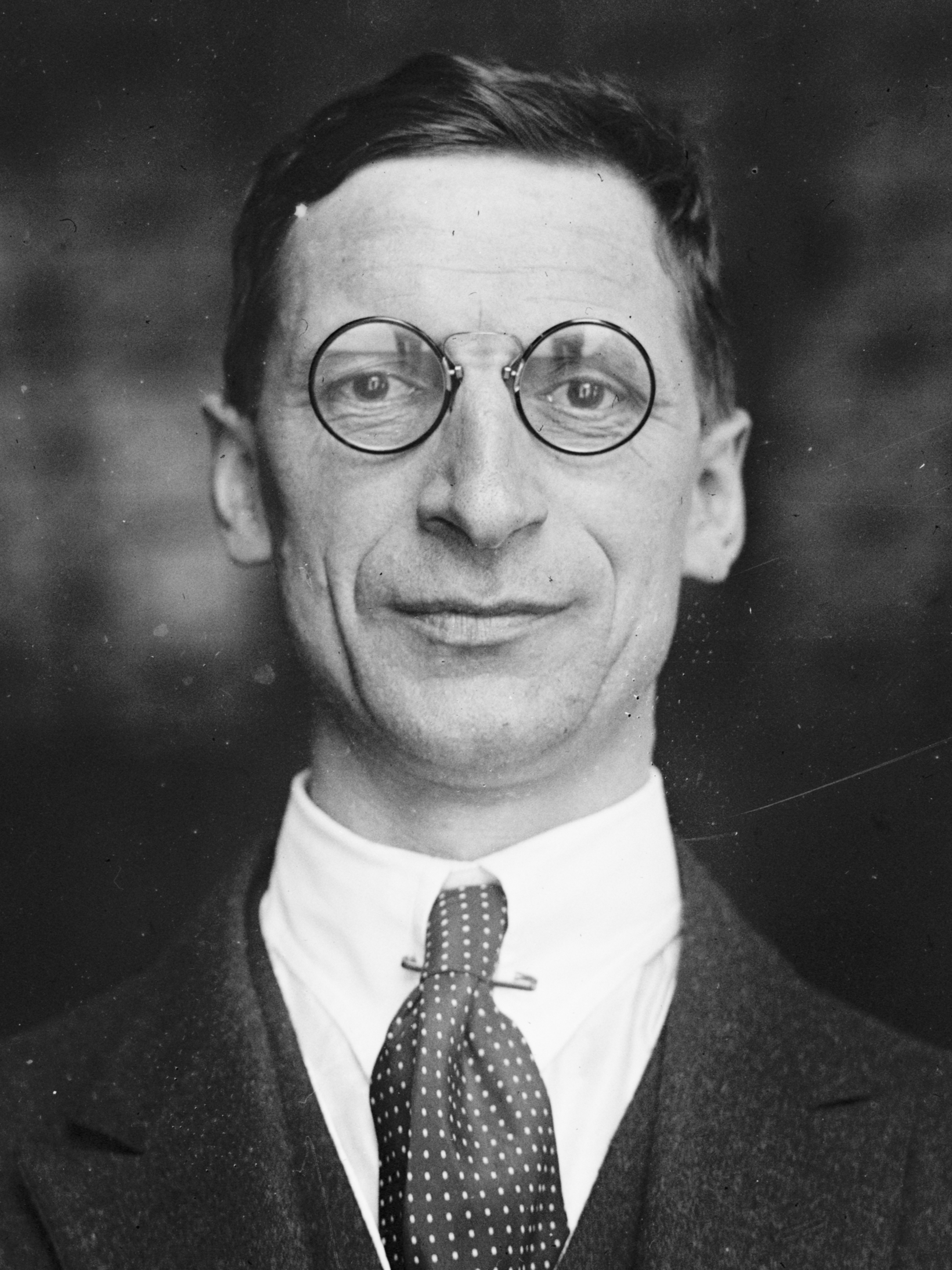
1920年代的埃蒙·德瓦莱拉

共和派部队在1922年七八月间放弃据点时，焚烧了占领过的许多建筑物和商店。另外，之后的游击战也造成重创，自由邦经济在最初成立的几年里发展缓慢。共和派对铁道系统与公路的系统性破坏对自由邦经济打击尤甚。此外，自由邦为战争支付军费另有1700万镑。新的自由邦1923年度财政赤字到达400万英镑。
这对新的自由邦是一大困难，也影响到边界委员会的谈判工作，直到1925年才得以解决。自由邦同意放弃对北爱尔兰民族派占压倒性多数的地区的领土要求，作为回报1921年停火协定中商定的帝国债务不被要求归还。
1926年，在说服大多数反条约共和军或反条约新芬党接收现状、作为演进为共和国的基础失败后，德瓦莱拉与艾肯领导的一大派别脱离，重归宪政体制，创立了共和党。共和党成为了在爱尔兰政治中的占统治地位的党派，新芬党反而成为孤立的小党。共和军，当时比新芬党人数更多，更有影响，也仍然保持着与共和党的联系（虽然不是直接联系）直到1935年被德瓦莱拉所禁止。
就像大多数内战一样，自相残杀的冲突遗留下来的创伤直到今天仍继续影响爱尔兰政治。共和国最大的两个政党仍然是共和党和统一党，1922年反条约和支持条约派各自的继承者。直到1970年代，几乎所有的爱尔兰著名政治家都是内战老兵，此事严重影响了爱尔兰两大政党的关系。内战老兵例如：埃蒙·德瓦莱拉、弗兰克·艾肯、托德·安德鲁斯(Todd Andrews)、肖恩·勒马斯(Sean Lemass)（共和派）和W.T.科斯格雷夫、理查德·穆尔卡希和凯文·奥希金斯(Kevin O'Higgins)（自由邦）。另外，他们的很多子女也都成为了政治家，这意味着内战的创伤被传至第三代。1930年代，共和党第一次取得政权之后，在一段时间之内似乎内战可能再次在爱尔兰共和军和支持自由邦的蓝衫党之间爆发。幸运的事，这次危机被避免，直到1950年代，政治暴力不再在爱尔兰共和国政坛占据显要位置。

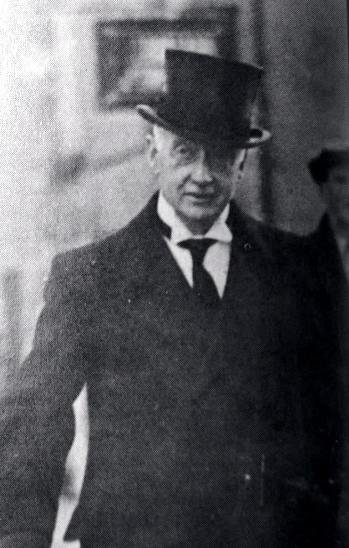
W.T.科斯格雷夫

然而，分裂出来的共和军继续以各种形式存在着。直到1980年代它仍然宣称是1918年宣布成立，被1921年条约废除的爱尔兰共和国的临时政府。有些人士，如著名的迈克尔·迈克道威尔(Michael McDowell)，宣称这种可以上溯到内战时期的观点，仍然是临时派共和军的政治基石。

## 相关作品
- 《风吹麦浪》
- 《伊尼舍林的女妖》

### 引用
1. ↑  (M.E. Collins, Ireland 1868-1968, page 286)
2. ↑  Michael Hopkinson, Green against Green, page 112：“乔·斯维尼，当尼戈尔支持条约派军事领导人，记录了柯林斯在暗杀后不久的一次会见。他告诉厄尼·奥梅丽：‘柯林斯告诉我他策划了威尔逊的暗杀……他看起来很高兴。’弗兰克·桑顿，柯林斯小队的旧成员，回忆道暗杀是在总司令部的直接命令下实施的。科克郡第一旅的米克·莫菲说，当他在伦敦被要求参加阴谋时，解释道：‘那时他们有来自迈克尔·柯林斯的指示，打死威尔逊’……柯林斯的情报特工人员的叙述指出，6月份有新的指示。很清楚的是刺客[雷金纳德·邓恩]与其密谈多时。”

ME Collins, Ireland 1868-1966, p229,“曝光的证据开始证实是柯林斯被威尔逊在北部的行为激怒而下暗杀令”。

Niall C Hartigan, The Kerry Landings, p29,“有可能陆军元帅……的处决令是柯林斯下的”。
3. ↑  M.E Collins Ireland 1868-1966, p431
4. ↑  Hopkinson, Green against Green, p. 273.
5. ↑  C. Younger, Ireland's Civil War (Fred Muller 1968) p. 516.